# لوئیس کاسترو (بازیکن فوتبال، زاده ۱۹۶۱)
لوئیس مانوئل ریبیرو د کاسترو (زاده ۳ سپتامبر ۱۹۶۱) بازیکن پیشین و سرمربی کنونی فوتبال اهل پرتغال است که هم اکنون باشگاه فوتبال الوصل امارات را برعهده دارد.
وی با مربیگری در باشگاه فوتبال النصر عربستان سعودی قهرمان جام قهرمانان باشگاه‌های عربی در سال ۲۰۲۳ شد.